# Revolución cognitiva
El concepto "revolución cognitiva" ha sido utilizado principalmente en la Psicología y en la Historia. A continuación se explica su significado en cada una de estas ciencias:

## Revolución cognitiva en Psicología

### La revolución cognitiva en la psicología y en el estudio del lenguaje
La revolución cognitiva es el nombre que se ha dado al paso del conductismo al cognitivismo como paradigma de la comunidad de la psicología experimental de Estados Unidos durante los 1950s. Algunos eventos históricos relevantes que produjeron este paso fueron la revisión del libro Conducta Verbal de Skinner por parte de Noam Chomsky (1957), la aparición de la inteligencia artificial, la confluencia de la psicología cognitiva con la neurociencia, y la publicación del libro Cognitive Psychology por parte de Ulric Neisser (1967).
En el ámbito de la psicología, se puso en evidencia que el conductismo no lograba explicar, o ni siquiera tener en cuenta, las experiencias subjetivas, sea en la forma de representaciones mentales, mapas cognitivos sobre el espacio, mapas mentales, memoria declarativa, memoria episódica y autobiográfica, memoria semántica, lenguaje, cultura, o incluso las emociones y la personalidad.
En un recuento histórico el psicólogo George A. Miller, quien fue uno de los protagonistas de la revolución cognitiva, sostiene:

La ciencia cognitiva es hija de la década de 1950, el producto de una época en la que la psicología, la antropología y la lingüística se estaban redefiniendo a sí mismas y la informática y la neurociencia como disciplinas estaban surgiendo. La psicología no podía participar en la revolución cognitiva hasta que se hubiese liberado del conductismo, restaurando así la cognición a la respetabilidad científica. Para entonces, en varias disciplinas se estaba haciendo evidente que la solución de algunos de sus problemas dependía de manera crucial de la resolución de problemas tradicionalmente asignados a otras disciplinas. Se hizo un llamado a la colaboración... Para 1960 estaba claro que estaba sucediendo algo interdisciplinario. En Harvard lo llamamos estudios cognitivos, en Carnegie-Mellon lo llamaron psicología del procesamiento de la información y en La Jolla lo llamaron ciencia cognitiva.
George Miller (2003). The cognitive revolution: a historical perspective.

Con la revolución cognitiva ascendió y adquirió cada vez más influencia la psicología cognitiva y la ciencia cognitiva en general, reemplazando al conductismo como el paradigma dominante en la psicología experimental de Estados Unidos.
Actualmente la psicología cognitiva tiene un alto grado de interacción e integración teórica con la neurociencia, el estudio de las emociones y la lingüística, algo que, pese a algunos intentos aislados, los teóricos conductistas no han podido lograr.

### La cognición animal y la neurociencia cognitiva
Desde los años 1970s se hizo evidente la necesidad de tener en consideración los procesos cognitivos (mentales) incluso en los estudios de psicología animal, no solo en los de psicología humana.
Posteriormente, desde la neurociencia cognitiva, Charles Randy Gallistel desarrolló una teoría experimental del aprendizaje animal que explica los procesos que eran explicados en términos conductistas, pero ahora en términos cognitivistas actuales. Se basa en el trabajo anterior del psicólogo experimental  Robert Rescorla, quien explicó que el aprendizaje asociativo en animales depende de la cantidad subjetiva de información disponible para el organismo, no solo de las características objetivas del entorno, lo que implica la noción mentalista de que el organismo está utilizando esta información para representar su entorno. Rescorla planteó que el animal representa su entorno y puede asociar las representaciones entre sí, y que el condicionamiento hace uso de información subjetiva. Continuando esta línea teórica y experimental, y formulándola más claramente aún en términos de ciencia cognitiva, Gallistel plantea que el condicionamiento depende de computaciones (cálculos) subjetivas de información que los animales realizan.
Incluso Gallistel ha llegado a sostener que el condicionamiento operante como tal no existe:

“Creo que la perspectiva que he estado defendiendo socava la idea del condicionamiento operante como un proceso distinto. Actualmente estoy preparando un artículo basado en nuevos experimentos con el emparejamiento en el ratón que, creo, socavan aún más la idea de que el animal ajusta su comportamiento sobre la base de las recompensas que ha producido la conducta, que es, por supuesto, la idea clave en el condicionamiento operante. Uno tiene que hacer la distinción sutil entre lo que el animal aprende sobre el mundo a través de su comportamiento (por ejemplo, el alimento se encuentra en ese lugar con frecuencia X) y lo que el animal aprende sobre el efecto de su comportamiento en el mundo (ir a ese lugar produce comida con frecuencia X). Nuestros resultados sugieren que sólo importa lo primero, mientras que, a nivel teórico, siempre se hizo hincapié en lo segundo para comprender el comportamiento operante”.
C. Randy Gallistel

Noam Chomsky comenta sobre este trabajo:

“De hecho, incluso la existencia del condicionamiento como fenómeno psicológico ha sido seriamente cuestionada por algunos de los neurocientíficos cognitivos más destacados, Randy Gallistel para tomar el caso más conocido.”
 Noam Chomsky

Se puede considerar que en alguna medida la revolución cognitiva tuvo simientes desde dentro de algunas teorías conductistas, como en la postulación de los mapas cognitivos en ratas por Edward Tolman en 1948. Sin embargo, la postulación de tales representaciones espaciales por Tolman fue criticada y rechazada por sus colegas conductistas precisamente por ser “demasiado mentalista”. En cambio, posteriormente ha sido ratificada por el descubrimiento en la neurociencia cognitiva de las células de lugar y las células de cuadrícula, neuronas del hipocampo y corteza entorrinal en ratas, que procesan la ubicación espacial del animal, por los Premios Nobel de medicina John O'Keefe, Edvard Moser y May Britt.

### La noción de autoorganización y la neurobiología de la conciencia
Uno de los conceptos centrales de gran parte de la biología y neurociencia contemporáneas que pone en tela de juicio el anti-mentalismo y el reduccionismo ambientalista de John B. Watson y B. F. Skinner es el de autoorganización.
En neurociencia, esta noción se relaciona con la actividad neuronal espontánea del sistema nervioso, que implica que este es activo y genera su propia estimulación endógena en gran medida siguiendo patrones autoorganizativos internos, no dependientes del estímulo exterior. Incluso el procesamiento de los estímulos externos obedece a una lógica autoorganizativa interna.
Adicionalmente, mientras John Watson sostuvo que “el conductista no puede encontrar la conciencia en el tubo de ensayo de su ciencia”, y que la conciencia y los estados mentales no existen y tales nociones son reliquias de creencias supersticiosas, en la moderna neurociencia cognitiva la conciencia es uno de los tópicos más activamente investigados.
Algunas de los neurocientíficos más relevantes en la investigación moderna sobre la conciencia son Bernard Baars, Stanislas Deahene, Antonio Damasio, Gerald Edelman, Francis Crick, Giulio Tononi  y Rodolfo Llinás.
Así, por ejemplo, el neurocientífico Rodolfo Llinás sostiene que la conciencia es un proceso semi-onírico, puesto que el tipo de activación neuronal endógena que caracteriza a las ensoñaciones nocturnas también está presente en la vida de vigilia. A su vez, Gerald Edelman y Giulio Tononi afirman que la mayoría de las neuronas son activadas por otras neuronas y no por entradas provenientes de los órganos de los sentidos. Es decir que los estímulos provenientes del exterior producen la activación de ciertos circuitos neuronales parcialmente autónomos que se autoorganizan creando formas peculiares de percibir, recordar y  conceptualizar el mundo en los organismos individuales.

### Críticas

#### El cambio teórico como efecto de factores sociológicos o epistemológicos
Algunos críticos de la idea de “revolución cognitiva” sostienen que no constituye una descripción adecuada de la historia de la psicología estadounidense. 
Según Friman y otros (1993), no puede decirse que el conductismo haya sido refutado en el sentido de Karl Popper, ni que haya entrado en un período de anomalías en el sentido de Kuhn o que se haya degenerado como programa de investigación en el sentido de Lakatos. Según esta visión, el paso al cognitivismo no se debió a un fracaso de los conceptos conductistas en la explicación de los fenómenos, sino a un cambio en los intereses de muchos investigadores, y se explicaría por cuestiones sociológicas más que epistemológicas. Si el conductismo hubiera sido reemplazado por el cognitivismo, se debería hallar evidencia de que cada vez menos trabajos conductistas se publican y discuten y, de acuerdo a esta visión crítica, no es esto lo que ha ocurrido.
Según Leahey (1992), los cambios metateóricos en la psicología no tuvieron las características de "revoluciones", sino de cambios graduales: "Las tesis de Kuhn fueron cuestionadas, y la tendencia en historia y filosofía de la ciencia es enfatizar la continuidad en lugar de las revoluciones. Kuhn se retractó de muchas de sus propuestas más controvertidas, aunque muchos psicólogos lo ignoran. En lugar de una historia de revoluciones, la historia de la psicología debe analizar una multiplicidad de tradiciones de investigación (Laudan, MacIntyre). Cada tradición ha progresado. Las representaciones propuestas por la ciencia cognitiva son más sofisticadas que las "ideas" de Locke o el mapa cognitivo de Tolman. Las redes neurales del conexionismo actual avanzaron respecto a leyes de asociación E-R hacia espacios de estados caracterizados matemáticamente."

#### La crítica a las nuevas vertientes anti-mentalistas dentro del propio cognitivismo
Otros autores sostienen que el cognitivismo ha caído en nuevas formas de anti-mentalismo y le critican por esto.
El psicólogo cognitivo Jerome Bruner argumenta en su libro Actos de Significado (1990) que la revolución cognitiva, de la que él fue partícipe, perdió su impulso inicial que era el estudio del significado, y se desvió hacia el paradigma del “procesamiento de información” que ve a la mente como un computador que procesa información de manera sintáctica o estadística pero carente de significado.
Bruner sostiene que la psicología debe estar vinculada a las ciencias interpretativas como la antropología cultural y que la revolución cognitiva no debe “reformar” (como ha ocurrido, según su análisis) sino “reemplazar” al conductismo. Además, propone que es necesaria una “psicología cultural” que se ocupe de las narrativas humanas y de la construcción de significados, en lugar del procesamiento estadístico de información.
El neurocientífico Gerald Edelman sostiene en su libro Bright Air, Brilliant Fire (1991) que un resultado positivo de la aparición de la “ciencia cognitiva” fue el alejamiento del “conductismo simplista”. Sin embargo, agrega, un resultado negativo fue la popularidad creciente de una concepción totalmente errónea de la naturaleza del pensamiento: el cognitivismo o teoría computacional de la mente, que asevera que el cerebro es una especie de computadora que procesa símbolos cuyos significados son entidades del mundo objetivo. En esta visión, los símbolos de la mente se corresponden de manera exacta con entidades o categorías en el mundo definidas por criterios de condiciones necesarias y suficientes, es decir, categorías clásicas. Las representaciones serían manipuladas de acuerdo a ciertas reglas que constituyen una sintaxis. 
Edelman rechaza la idea de que los objetos del mundo vienen en categorías clásicas, y también la idea de que el cerebro o la mente sea un computador. De este modo, el autor rechaza al conductismo (lo que señala también en su libro de 2006 Second Nature. Brain science and human knowledge), pero también al cognitivismo (la teoría computacional-representacional de la mente), ya que este último conceptualiza la mente como una computadora y al significado como correspondencia objetiva. Edelman critica también la idea propia del “funcionalismo” (computacionalismo) de que se pueden analizar las supuestas propiedades formales y funcionales abstractas de la mente sin hacer referencia directa al cerebro y sus procesos.
Este autor señala que esta teoría computacional de la mente es aceptada en alguna u otra de sus versiones por un gran número de especialistas de las áreas de la psicología, lingüística, ciencia computacional e inteligencia artificial. 
Luego Edelman asevera que la mayoría de quienes trabajan en el campo de la psicología cognitiva y ciencia cognitiva parecen adherir a esta visión computacional, pero menciona a algunas importantes excepciones. Las excepciones incluyen a John Searle, Jerome Bruner, George Lakoff, Ronald Langacker, Alan Gauld, Benny Shanon, Claes von Hofsten y otros. Edelman sostiene que él está de acuerdo con los planteamientos críticos y disidentes de estos autores que son excepciones a la visión mayoritaria del cognitivismo.

## Revolución cognitiva en Historia
La revolución cognitiva es un concepto utilizado por el historiador israelí Yuval Harari para hacer referencia al momento en que empezaron a pensar los Homo sapiens. A pesar de que científicamente no se sabe la causa de este salto cualitativo en la historia del mundo, podemos conocer sus consecuencias.
Otros animales y miembros del género Homo podían decir: "¡Huyamos! ¡Se acerca un león!". Gracias a la revolución cognitiva, el hombre fue capaz de decir: «El león es el espíritu guardián de nuestra tribu». Este tipo de ficciones nos ha permitido no solo imaginar cosas, sino hacerlo colectivamente.
Podemos urdir mitos comunes tales como el mito maya de la creación de los hombres maíz, el mito griego de los doce trabajos de Hércules, el mito nazi de la raza aria y los mitos nacionalistas de los estados modernos. Dichos mitos han conferido a los sapiens la capacidad sin precedentes de cooperar flexiblemente con un número incontable de extraños. Esta es la razón por la que dominan el mundo.
¿Cómo consiguió Homo sapiens consolidar imperios que gobernaban a cientos de millones de personas? El secreto fue la aparición de la ficción. Un gran número de extraños pueden cooperar con éxito si creen en mitos comunes. Cualquier cooperación humana a gran escala (ya sea un Estado moderno, una iglesia medieval, una ciudad antigua o una tribu arcaica) está establecida sobre mitos comunes que solo existen en la imaginación colectiva de la gente."